# Heinrich Brandler
Pour les articles homonymes, voir Brandler.
Heinrich Brandler est un militant syndicaliste, socialiste et communiste allemand, né le 3 juillet 1881 à Varnsdorf et mort le 26 septembre 1967 à Hambourg.

## Biographie
Heinrich Brandler commence à travailler très jeune comme maçon. Il devient syndicaliste en 1897, puis adhère au SPD (alors marxiste) en 1901. Opposé à la guerre mondiale, il participe à la Ligue spartakiste. 
Cofondateur du Parti communiste d'Allemagne (KPD) en décembre 1918, il dirige aussi le conseil ouvrier de Chemnitz au moment de la révolution de 1918. En février 1921, il prend la tête du KPD, succédant à Paul Levi démissionnaire ; il est chargé des questions politiques, tandis qu'August Thalheimer est responsable des questions idéologiques du parti. Peu après son accession à la direction du parti, Brandler et ses alliés sont poussés par le hongrois Béla Kun, envoyé de l'Internationale communiste (Komintern), à tenter une insurrection contre le gouvernement de la république de Weimar : l'« action de Mars ». L'échec de cette action, qui affaiblit considérablement le KPD, vaut à Brandler d'être arrêté et condamné à cinq ans de prison. Il est cependant libéré en novembre de la même année.
Membre du Præsidium de l'Internationale communiste à partir de 1922, il se rend à Moscou en septembre 1923 pour participer à la préparation d'une insurrection nationale en Allemagne, destinée à être l'« octobre allemand ». Mais ce projet de soulèvement tourne à la débâcle quand les sociaux-démocrates de gauche, sur le soutien desquels comptait le KPD, refusent de lancer l'appel à la grève générale. Brandler et le reste de la direction du KPD, déstabilisés, annulent alors l'insurrection. Brandler est évincé de la direction du KPD en 1924, au profit de la tendance de Ruth Fischer et Arkadi Maslow ; Thalheimer et lui sont convoqués à Moscou, puis retenus de force pendant quatre ans en URSS.
Heinrich Brandler rentre en Allemagne en 1928 contre les vœux du Komintern. Opposé au stalinisme montant, il conteste la direction d'Ernst Thälmann, qui a entretemps remplacé Fischer et Maslow ; Brandler et Thalheimer sont exclus du KPD et fondent le Parti communiste d'Allemagne - opposition (KPD-O). À partir de 1930, Brandler est également membre du bureau de l'Opposition communiste internationale. 
Contraint à l'exil à partir de 1933 à la suite de l’arrivée des nazis au pouvoir, il peut rentrer en Allemagne (RFA) en 1949. Il fonde alors le groupe et la revue Arbeiterpolitik.